# バンブー牧場
有限会社バンブー牧場（バンブーぼくじょう）は、北海道浦河郡浦河町に所在する競走馬の生産牧場。1982年の東京優駿（日本ダービー）優勝馬バンブーアトラス、1989・1990年のJRA賞最優秀短距離馬に選出されたバンブーメモリーなど、数々の活躍馬を生産している。生産馬を牧場名義で走らせるオーナーブリーダー（馬主兼生産者）であり、所有馬には「バンブー」の冠名を使用している。

## 歴史
創設者は建設会社経営で、阪神馬主協会々長も務めた竹田辰一。辰一は「馬を買うだけでなく生産も手がけてみたい」との思いから、1965年に浦河町の牧場を買収し、その管理を息子の竹田春夫に任せた。当時30歳であった春夫はミュージカルの演出家を目指してダンサー兼演出家の矢田茂に弟子入りし、ナイトクラブやキャバレーでショーに出演するなどしていたが、職業演出家になりきれない様子を見た辰一が牧場経営を勧めたものであった。
1966年、5頭の繁殖牝馬をもって生産を開始。うちの1頭シザラが1967年に産んだファストバンブーが重賞2勝を含む11勝を挙げ、早々に活躍馬を出したが、以後は一時低迷し、辰一から借金を重ねながらの生産が続いた。牧場の土壌は痩せて酸化しやすく、雨が降ればぬかるみやすく、降らなければ乾きやすいという「馬産には最も不向き」なもので、常に手を加え続けなければならない土地であった。その後、1982年にシザラの孫であるバンブーアトラスが日本ダービーに優勝し、生産馬が八大競走初制覇を果たす。1980年代後半に入ると活躍馬が続出し、1989年春には牧場が導入した種牡馬モバリッズを母の父に持つバンブーメモリーが安田記念を制覇、秋にはバンブーアトラスの子・バンブービギンが菊花賞に優勝した。バンブーメモリーは1990年にスプリンターズステークスにも優勝し、前年から2年連続の最優秀短距離馬に選出された。
1994年に辰一が死去。春夫は自身一代限りで牧場を終わらせることも考えていたが、イギリス留学から帰った末子の竹田辰紀が牧場を手伝うことを希望し、2代目に収まった。それから7年目の2000年には辰紀が生産したティコティコタックが秋華賞に優勝。2008年にはバンブーエールがJBCスプリントに、2016年にはビッグアーサーが高松宮記念に優勝している。

## 主な生産馬
八大競走およびGI・JpnI競走優勝馬
- バンブーアトラス（1982年東京優駿）[5]
- バンブーメモリー（1989年安田記念 1990年スプリンターズステークスなど重賞4勝）[6]
- バンブービギン（1989年菊花賞など重賞2勝）[7]
- ティコティコタック（2000年秋華賞）[8]
- バンブーエール（2008年JBCスプリントなど重賞3勝）[9]
- ビッグアーサー（2016年高松宮記念）[10]

その他中央競馬重賞・地方ダートグレード競走勝利馬
- ファストバンブー（1971年スワンステークス 1972年阪急杯）[11]
- バンブーゲネシス（1994年マーチステークス）[12]
- スプリングバンブー（1995年小倉記念）[13]
- バンブーマリアッチ（1999年愛知杯）[14]
- バンブーユベントス（2003年日経新春杯）[15]
- セイントメモリー（2013年オーバルスプリント、ほか地方限定重賞5勝）[16]
- セキフウ（2021年兵庫ジュニアグランプリ、2023年エルムステークス）
- ビッグシーザー（2024年京阪杯）

その他地方競馬重賞勝利馬
- プリマバンブー（1980年中津大賞典）[17]
- バンブーボカ（2005年道営記念、瑞穂賞、赤レンガ記念）[18]
- バンブージーコ（2008年新春賞）[19]
- キングバンブー（2011年報知グランプリカップ）[20]
- バンブーアズーリ（2011年尾張名古屋杯）[21]
- バンブーリバプール（2016年九州オールカマー）[22]
- クリノヒビキ（2018年岐阜金賞、園田オータムトロフィー）[23]
- スーパージンガ（2019年九州3歳三冠【佐賀皐月賞、九州ダービー栄城賞、ロータスクラウン賞】、ル・プランタン賞、花吹雪賞、佐賀王冠賞）[24]
- ロンギングルック（2019年石川ダービー、加賀友禅賞、2020年徽軫賞）[25]
- グランモナハート（2019年ロジータ記念）
- レッドカード（2020年北斗盃）
- ツーシャドー（2024年しらさぎ賞）